# Rajoleria del Saltant del Fontanil
La Rajoleria del Saltant del Fontanil és una obra de les Planes d'Hostoles (Garrotxa) inclosa a l'Inventari del Patrimoni Arquitectònic de Catalunya.

## Descripció
Rajoleria o teuleria situada a la pista asfaltada que porta de Ca l'Arnau a la Catedral. La façana està feta amb pedra local irregular i, a més de comptar amb la boca de la cambra de combustió, a la part superior s'observen orificis que servien per sostenir les petites bigues del teulat. S'observa també l'inici de l'arrancada de la xemeneia, de planta quadrada i amb l'interior col·lapsat. La cambra de combustió, encara conservada, és de planta quadrada i amb una volta de mig punt de maons.